# Valentin Kuzmin
Valentin Kuzmin (en ruso: Валентин Кузьмин) (Moscú, Rusia, 4 de enero de 1941 - Moscú, Rusia, 9 de mayo de 2008 ) fue un nadador especializado en pruebas de estilo mariposa. Fue campeón de Europa en 200 metros mariposa en los años 1962 y 1966.
Representó a la Unión Soviética en los Juegos Olímpicos de Roma 1960, Tokio 1964 y México 1968.

## Palmarés internacional
| Campeonato Europeo de Natación | Campeonato Europeo de Natación | Campeonato Europeo de Natación | Campeonato Europeo de Natación |
| Año                            | Lugar                          | Medalla                        | Prueba                         |
| ------------------------------ | ------------------------------ | ------------------------------ | ------------------------------ |
| 1962                           | Leipzig ( Alemania)            | Medalla de oro                 | 200 m mariposa                 |
| 1962                           | Leipzig ( Alemania)            | Medalla de plata               | 4 × 100 m estilos              |
| 1966                           | Utrecht ( Países Bajos)        | Medalla de oro                 | 200 m mariposa                 |
| 1966                           | Utrecht ( Países Bajos)        | Medalla de oro                 | 4 × 100 m estilos              |